# Theriophilie
Als  Theriophilie (von altgriechisch θηρίον theríon, deutsch ‚(wildes) Tier, Geschöpf‘ und -philie) werden die Weltanschauungen oder Denkfiguren bezeichnet, die die tierische Existenz idealisieren und menschlichen Lebensformen moralisch überordnen. Der Begriff geht auf (Boas 1933) zurück. (Lovejoy 1935 S. 389–420) untersucht dasselbe Phänomen ideengeschichtlich unter dem Begriff animalitarianism.
Der vordergründig sehr ähnliche Begriff Zoophilie (altgriechisch ζώον zṓon kann gleichfalls „Tier“ bedeuten) steht für das sexuelle Hingezogensein zu Tieren.
Der ähnlich klingende Begriff Therophilie bezieht sich auf Pflanzen, die durch Säugetiere bestäubt werden. Siehe hierzu Zoophilie (Botanik).